# UFC 120
UFC 120: Bisping vs. Akiyama var en mixed martial arts-gala arrangerad av Ultimate Fighting Championship (UFC) i London i England den 16 oktober 2010. Publiksiffran på 17 133 var Europa-rekord och den nionde högsta publiksiffran totalt för organisationen.

## Resultat

### Underkort
|  | James McSweeney | Lätt tungvikt                         | Fabio Maldonado |  |
|  |                 | Segrare: TKO (slag) efter 0:48 rond 3 |                 |  |

|                            | Spencer Fisher        | Lättvikt | Kurt Warburton |  |
| Segrare: enhälligt domslut | (29-28, 29-28, 29-28) |          |                |  |

|                                                        | Paul Sass | Lättvikt | Mark Holst |  |
| Segrare: submission (triangle choke) efter 4:45 rond 1 |           |          |            |  |

|                                                          | Rob Broughton | Tungvikt | Vinicius Quieroz |  |
| Segrare: submission (rear-naked choke) efter 1:43 rond 3 |               |          |                  |  |

|  | Cyrille Diabaté | Lätt tungvikt                                            | Alexander Gustafsson |  |
|  |                 | Segrare: submission (rear-naked choke) efter 2:41 rond 2 |                      |  |

### Huvudkort
|  | James Wilks           | Weltervikt                 | Claude Patrick |  |
|  | (27-30, 27-30, 27-30) | Segrare: enhälligt domslut |                |  |

| | Cheick Kongo          | Tungvikt | Travis Browne |  |
| Oavgjort: enhälligt domslut, Kongo fick ett poängs avdrag i den tredje ronden för att han höll i Brownes shorts | (28-28, 28-28, 28-28) |          |               |  |

|  | John Hathaway         | Weltervikt                 | Mike Pyle |  |
|  | (27-30, 27-30, 27-30) | Segrare: enhälligt domslut |           |  |

|  | Dan Hardy | Weltervikt                           | Carlos Condit |  |
|  |           | Segrare: KO (slag) efter 4:27 rond 1 |               |  |

|                            | Michael Bisping       | Mellanvikt | Yoshihiro Akiyama |  |
| Segrare: enhälligt domslut | (30-27, 30-27, 30-27) |            |                   |  |

## Bonusar
En bonus på $60 000 delas ut till Kvällens match, Kvällens knockout samt Kvällens submission.
- Kvällens match: Michael Bisping mot Yoshihiro Akiyama
- Kvällens knockout: Carlos Condit
- Kvällens submission: Paul Sass

### Webbkällor
- ”UFC 120 Results & Live Play-by-Play”. sherdog.com. http://www.sherdog.com/news/news/UFC-120-Results-amp-Live-Play-by-Play-27509. Läst 9 januari 2011.

### Fotnoter
1. 1 2 3  ”UFC 120 reportedly sets European attendance record with 17,133 at The O2”. mmajunkie.com. Arkiverad från originalet den 13 juli 2012. https://archive.is/20120713074302/http://mmajunkie.com/news/21047/ufc-120-reportedly-sets-european-attendance-record.mma. Läst 9 januari 2011.
2. ↑  ”UFC 120 bonuses: Bisping, Akiyama, Condit and Sass earn $60K awards”. mmajunkie.com. Arkiverad från originalet den 25 maj 2012. https://archive.is/20120525132328/http://mmajunkie.com/news/21046/ufc-120-bonuses-bisping-akiyama-condit-and-sass-earn-50k-fighter-awards.mma. Läst 9 januari 2011.